# Uwe an der Heiden
Uwe an der Heiden (* 24. Dezember 1942 in Marburg an der Lahn) ist ein deutscher Mathematiker und Philosoph und seit 1987 Professor für Mathematik und Theorie komplexer Systeme an der Universität Witten/Herdecke. Seine Spezialgebiete sind Nichtlineare Dynamische Systeme, Differentialgleichungen, Gehirnforschung, Erkenntnistheorie, Philosophie des Sinns.

## Werdegang
Uwe an der Heiden studierte nach dem Besuch des Goethe-Gymnasiums in Kassel und zwei Jahren Bundeswehr Philosophie und Mathematik (Nebenfach Theoretische Physik) an den Universitäten Köln und Göttingen. 1972 promovierte er zum Dr. rer. nat. an der Universität Göttingen. Von 1972 bis 1979 war er wissenschaftlicher Assistent am Lehrstuhl für Biomathematik (Prof. Karl-Peter Hadeler) der Universität Tübingen und habilitierte sich hier 1979 für Theoretische Biologie mit der Schrift Analysis of Neural Network, die mathematische Modelle von Nervennetzen zum Gegenstand hat. Von 1980 bis 1985 war er Privatdozent und 1986 Professor für Theoretische Biologie an der Universität Bremen. Seit 1987 ist er Inhaber des Lehrstuhls für Mathematik und Theorie komplexer Systeme an der Universität Witten/Herdecke. Seine Publikationen umfassen Arbeiten im Bereich Mathematik über Mathematische Modelle des Nervensystems, des Hormonsystems, des Immunsystems, nichtlineare Differentialgleichungen, Chaostheorie und Arbeiten im Bereich Philosophie zum Problem der Willensfreiheit, das Problem der Ich-Konstitution, das Problem des Zusammenhangs von Gehirn und Bewusstsein, über Handeln in komplexen Systemen, sowie zur Entwicklung einer „Philosophie des Sinns“.
Er lehrt in den Fakultäten Kulturreflexion – Studium Fundamentale, Wirtschaftswissenschaften und Medizin. An der Heiden ist Gründungsmitglied und Mitglied des wissenschaftlichen Direktoriums der Deutsch-Japanischen Gesellschaft für integrative Wissenschaft. Er war und ist Mitglied des Editorial Boards der Zeitschriften Neural Networks, Acta Biotheoretica, Journal of Mathematical Biology, Systeme, Chaos and Complexity. Er ist Mitglied der Europäischen Akademie der Wissenschaften und Künste.

## Publikationen (Auswahl)
- (1980) Analysis of Neural Networks. In: Lect. Notes in Biomath. Band 35, Springer Verlag, Berlin [u. a.] 1980
- (1985) mit Gerhard Roth und Helmut Schwegler: Die Organisation der Organismen: Selbstherstellung und Selbsterhaltung. In: Funkt. Biol. u. Med. Band 5, S. 330–346; zweiter Abdruck in: R.D. Hesch (Hrsg.): Endokrinologie. Urban & Schwarzenberg, München [u. a.] 1985, S. 203–220
- (1986) Chaos und Ordnung, Zufall und Notwendigkeit. In: G. Küppers (Hrsg.): Chaos und Ordnung – Formen der Selbstorganisation in Natur und Gesellschaft. Reclam, Stuttgart 1986, S. 97–121
- (1992) Selbstorganisation in dynamischen Systemen. In: W. Krohn, G. Küppers (Hrsg.): Emergenz: Die Entstehung von Ordnung, Organisation und Bedeutung. Suhrkamp, Berlin 1992, S. 57–88
- (1998) Mathematische Grundlagen der Medizin. In: Medizinische Klinik. Band 93, 1998, S. 557–564
- (1999) Dynamische Krankheiten: Neue Perspektiven der Medizin. In: K. Mainzer (Hrsg.): Komplexe Systeme und Nichtlineare Dynamik in Natur und Gesellschaft. Springer, Berlin [u. a.] 1999, S. 247–263
- (2002) e2πi-1 = 0 Warum braucht die Mathematik eine besondere Schrift? In: W. Wende (Hrsg.): Über den Umgang mit der Schrift. Königshausen & Neumann, Würzburg 2002, S. 251–275
- (2005) Die Struktur der Willensfreiheit und ihre cerebralen Entsprechungen. In: K. Köchy, D. Stederoth (Hrsg.): Willensfreiheit als interdisziplinäres Problem (Reihe Lebenswissenschaften im Dialog, Band 1). Verlag Karl Alber, 2005, S. 319–346
- (2006) Pythagoras – Vom Mythos zur Wissenschaft. In: J. Häußling (Hrsg.): Magna Graecia – Das Werden einer Kultur in der Wechselbeziehung von Mythos, Logos und Wissenschaft. LIT-Verlag, 2006, S. 205–218
- (2006) Archimedes: Die Verbindung von Wissenschaft und Technik und die Heraufkunft des mechanistischen Weltbildes. In: J. Häußling (Hrsg.): Magna Graecia – Das Werden einer Kultur in der Wechselbeziehung von Mythos, Logos und Wissenschaft. LIT-Verlag, 2006, S. 223–232
- (2007) Handeln in komplexen Systemen: Lebensweltlich-Philosophische Erörterungen. In: 3. Symposium zur Gründung einer Deutsch-Japanischen Akademie für integrative Wissenschaft. (Hrsg. Daiseion-ji e. V. und Wilhelm Gottfried Leibniz Gemeinschaft e. V.), J. H. Röll, Dettelbach 2007, S. 71–102
- (2007) Ich und mein Gehirn – Die dynamische Integration von Kognition, Emotion und Verhalten. In: Theodor Leiber (Hrsg.): Dynamisches Denken und Handeln – Philosophie und Wissenschaft in einer komplexen Welt. Hirzel, Stuttgart 2007, S. 129–143
- (2007) mit Helmut Schneider (Hrsg.): Hat der Mensch einen freien Willen? Die Antworten der großen Philosophen. Reclam, Stuttgart 2007
- (2009) mit F. Tretter, P. J. Gebicke-Haerter, M. Albus, H. Schwegler: Systems Biology and Addiction. Pharmacopsychiatry S1, Vol. 42, Thieme, Stuttgart 2009, S. 11–31
- (2010) Herausforderung Komplexitätsmanagement. In: Performance. Ernst & Young, Stuttgart, Heft 2/2010, S. 40–47, ISSN 1866-3923
- (2010) Skizzen einer Philosophie des Sinns. In: Martin Woesler (Hrsg.): Festschrift für Harald Holz – Beiträge des Symposiums „Philosophy Bridging Worlds“. Europäischer Universitätsverlag, Berlin [u. a.] 2010, S. 52–69
- (2010) Bemerkungen zu Richard Rortys und Donald Davidsons „Physikalismus ohne Reduktionismus“. In: W. Neuser und W. Lenski (Hrsg.): Bewusstsein zwischen Natur und Geist. Verlag Königshausen & Neumann, Würzburg 2010, S. 141–159
- (2010) Was heißt es, einen freien Willen zu haben? In: Johann Smalla (Hrsg.): Der freie Wille. Kadmos, Berlin 2010
- (2016) Sinnwesen Mensch. Eine Philosophie des Sinns. In Vorbereitung